# Sobolew
Sobolew è un comune rurale polacco del distretto di Garwolin, nel voivodato della Masovia.
Ricopre una superficie di 94,83 km² e nel 2004 contava 8 357 abitanti.